# Pepe Lienhard
Pepe Lienhard, all'anagrafe Peter Rudolf Lienhard (Lenzburg, 23 marzo 1939), è un musicista e cantante svizzero.
Nel 1969 fonda il sestetto  Pepe Lienhard Band con cui realizza numerosi album. Il loro primo successo fu  il singolo Sheila Baby. All'Eurovision Song Contest 1977, il gruppo si classificò al sesto posto con Swiss Lady.
Nel 1980 formò una big band, la  Pepe-Lienhard-Band con cui accompagnò Udo Jürgens nei suoi tour fino al 1982. La band suonò anche per molti altri artisti, come Sammy Davis Jr. e Frank Sinatra.

## Singoli
- Sheila Baby
- Swiss Lady
- Piccolo Man
- Pretti Woman
- My Honeybee

## Discografia
- LEANHARD (1974)
- Saxy LiebesTraum (1996)
- The Swing Goes On (2003)
- Music Is My Life (2004)
- Sounds Great (2005)
- Let's Dance